# Eyes On You
Eyes On You – drugi singel pochodzący z debiutanckiego albumu Me Against Myself brytyjskiego wokalisty Jaya Seana. Piosenka wydana 21 czerwca 2004 roku w Wielkiej Brytanii.

## Formaty i lista utworów
CD: 1
1. Eyes On You (Radio Mix)
2. Me Against Myself (Jay Sean vs Jay Sean)

CD: 2
1. Eyes On You (Radio Mix)
2. Eyes On You (Video Mix)
3. Eyes On You (Rishi Rich Club Mix)
4. Eyes On You (Drew Mix)
5. Dance With You (Laxman Remix)
6. Eyes On You (Video)

## Teledysk
Był to pierwszy oficjalny teledysk Jaya Seana. Po raz pierwszy został pokazany w MTV India's First Cut. Klip zebrał wiele pozytywnych recenzji.

## Notowania
| Kraj            | Najwyższa pozycja |
| --------------- | ----------------- |
| Wielka Brytania | 6                 |
| Holandia        | 18                |
| Rumunia         | 19                |
| Rosja Airplay   | 181               |
| Europa          | 22                |